# Traliccio di Mörsch
Il traliccio di Mörsch (o di Ritter-Mörsch) è un modello isostatico che permette di calcolare la resistenza al taglio delle travi in elasticità lineare.

## Modello

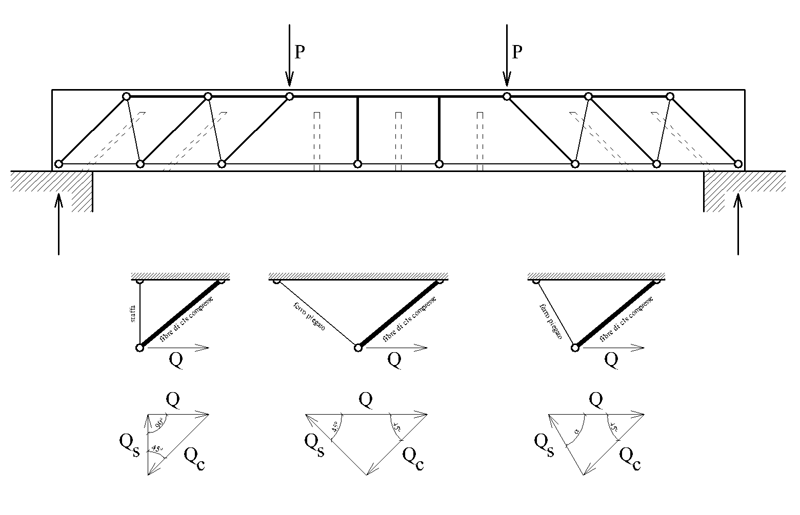
Schema statico del traliccio Mörsch

È stato dedotto dal comportamento fessurativo delle travi elastiche ed è costituito da una struttura reticolare costituita da un corrente compresso, corrispondente al calcestruzzo reagente a compressione, da un corrente teso, corrispondente all'armatura metallica reagente a trazione e da un reticolo di aste di parete, formate da conci compressi di calcestruzzo isolati dalle fessure a 45° e dalle armature trasversali tese ovvero dalle staffe e/o dai ferri piegati distribuiti lungo la trave.
Nel modello statico i diversi elementi sono da intendersi come bielle vincolate agli estremi mediante cerniere in modo che il loro funzionamento sia solamente con resistenza assiale.
Riferendosi ad una singola armatura trasversale, il calcolo dell'equilibrio al nodo, in cui insistono le forze {\displaystyle Q_{s}} di trazione dell'acciaio e {\displaystyle Q_{c}} di compressione del calcestruzzo, si ottiene attraverso il seguente sistema:
Per staffe verticali si ha
La giacitura ottimale, in cui a parità di azione {\displaystyle Q} rende minima la loro sollecitazione, è a 45° e si ha {\displaystyle Q_{s}=Q_{c}=Q/{\sqrt {2}}}

## Verifiche di resistenza
Il modello porta a valutare le tensioni di trazione che sollecitano le armature e le tensioni di compressione che sollecitano il calcestruzzo secondo le seguenti relazioni
Viceversa si può valutare la capacità portante dei singoli conci di trave in base alla resistenza dei materiali. Considerando un singolo concio {\displaystyle \Delta x} e tenuto conto che
si ottiene quindi un taglio di trazione pari a
Tenuto conto che
si ottiene quindi un taglio a compressione pari a
Nel modello a traliccio isostatico la portanza è quella corrispondente alla resistenza del suo elemento più debole per cui {\displaystyle V_{rd}=min(V_{yd},V_{cd})} quale taglio resistente del concio di trave in esame, in generale tale limite è fornito dall'acciaio più debole, quindi {\displaystyle V_{rd}=V_{yd}}

## Scostamento dal comportamento reale
Nello studio del taglio negli elementi in calcestruzzo armato allo stato II (stato fessurato) per lungo tempo si è accettato, secondo il modello di Ritter-Mörsch, che l'intera forza di taglio esterna fosse interamente portata dall'armatura trasversale. 

In questo caso in assenza di armature trasversali, l'elemento non potrebbe sopportare alcun incremento di carico al di là di quello di fessurazione.

Moltissime ricerche teoriche e sperimentali hanno evidenziato che il reale comportamento di una trave sottoposta a taglio si discosta sensibilmente dal modello teorico del traliccio, risultando inoltre le sollecitazioni nelle armature trasversali più contenute di quelle previste dalla teoria di Ritter-Mörsch.
È stato infatti provato che il taglio esterno viene portato, oltre che dalle armature trasversali funzionanti come tiranti anche dall'insorgere di altri meccanismi resistenti, tra i quali:
- effetto corrente compresso: un'aliquota del taglio viene portata dalle tensioni tangenziali che si sviluppano nella zona del conglomerato compresso;
- effetto pettine: un'altra aliquota del taglio esterno viene portata dalle stesse bielle di conglomerato compresso che si evidenziano tra due lesioni diagonali successive. Le bielle compresse risultano in realtà incastrate nel corrente superiore e non incernierate come nell'ipotesi di Ritter-Mörsch, pertanto le bielle compresse in realtà non sono delle bielle ma delle mensole;
- effetto spinotto o effetto bietta (dowel action): un'altra aliquota del taglio esterno viene portata mediante la resistenza al taglio offerta dalle barre di armatura a flessione che attraversano una fessura, quando si verifica uno scorrimento relativo tra le facce di quest'ultima. L'azione delle barre longitudinali è però limitata dalla possibilità che salti il copriferro e il suo contributo può essere quantizzato valutando la resistenza del calcestruzzo di ricoprimento;
- ingranamento degli inerti: un'altra aliquota del taglio esterno viene portata per effetto delle forze che si trasmettono attraverso una superficie lesionata scabra quando i due lembi opposti tendono ad avere uno scorrimento relativo;
- effetto arco[2]: un'altra aliquota del taglio esterno può pensarsi trasmessa in alcuni casi per l'effetto arco mediante il quale i carichi si trasmettono agli appoggi attraverso la formazione, nella trave, di un arco - tirante.